# Îles Batu
Pour les articles homonymes, voir Batu (homonymie).
Les îles Batu (en indonésien : "pierre, rocher") sont un archipel d'Indonésie situé dans l'océan Indien au large de la côte occidentale de Sumatra, entre les îles de Nias et Siberut. L'archipel couvre une superficie totale de 16 500 km². Les trois principales îles en sont Pini, Tanah Masa et Tanah Bala. Il y a encore 48 îles plus petites, dont plus de la moitié sont des îles inhabitées.
Administrativement, l'archipel fait partie du kabupaten de Nias du Sud dans la province de Sumatra du Nord.
L'équateur traverse les îles Batu entre Tanah Masa et Pini.

## Tourisme
L'archipel est une destination touristique pour les surfers qui s'y rendent depuis Padang, la capitale de la province de Sumatra occidental.
L'aéroport de Lasondre sur l'île de Tanah Masa est desservi par les compagnies Susi Air et Wings Air.

## Galerie

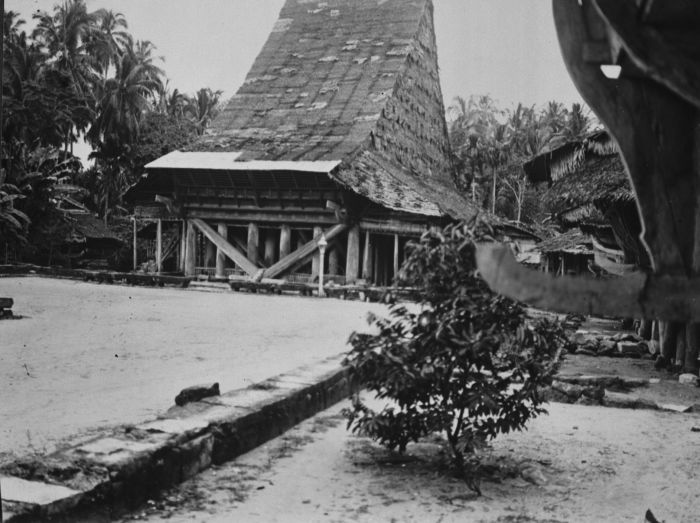
La maison du conseil de Barujulasar sur l'île de Telo (1922).
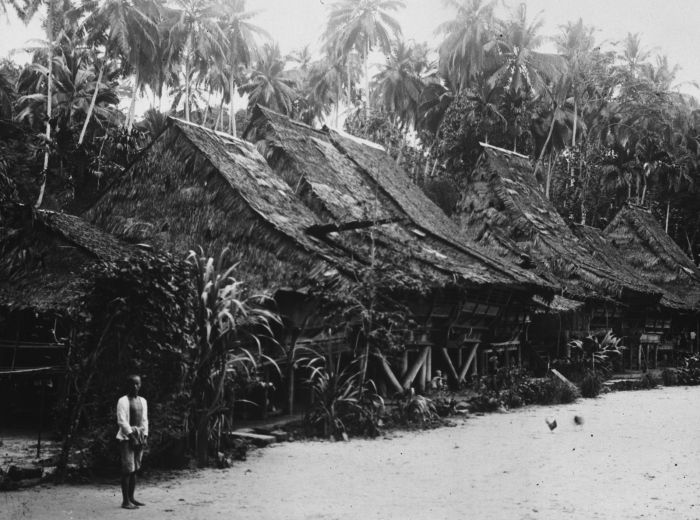
Maisons dans un village de Poelau (1922).
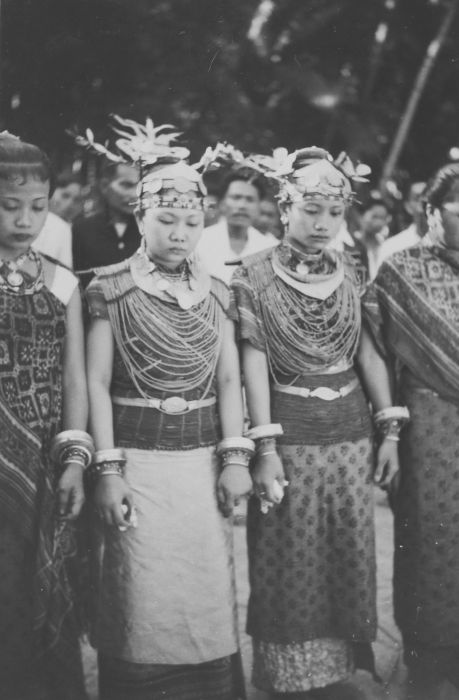
Marié dans les îles Batu (1938).
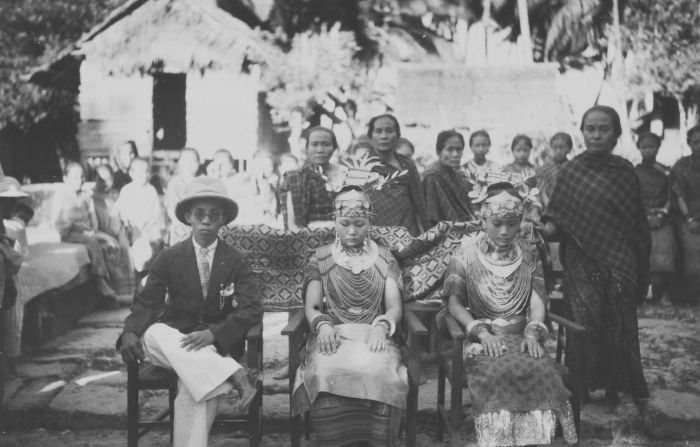
Mariage dans les îles Batu (1938).